# Melanochyla longipetiolata
Espèce
Statut de conservation UICN

 VU B1+2c : Vulnérable
Melanochyla longipetiolata est une espèce de plantes du genre Melanochyla de la famille des Anacardiaceae.